# اوون تودور برن
اوون تودور برن (انگلیسی: Owen Tudor Burne; ۱۲ آوریل ۱۸۳۷ – ۳ فوریهٔ ۱۹۰۹) نظامی و زندگی‌نامه‌نویس اهل پادشاهی متحد بریتانیای کبیر و ایرلند بود.
وی یک سرلشکر بریتانیایی بود که به خاطر مجموعه کتاب‌های «کلاید و استراترن برای حاکمان هند» که در سال ۱۸۹۱ منتشر شد، شناخته می‌شود.[1]
او در ۱۲ آوریل ۱۸۳۷ در پلیموث متولد شد و یازدهمین فرزند از نوزده فرزند کشیش هنری توماس برن (۱۷۹۹-۱۸۶۵)، فوق لیسانس، از کالج ترینیتی، کمبریج، از همسرش نایتلی گودمن (۱۸۰۵-۱۸۷۸)، دختر کاپیتان ماریوت، گارد سواره نظام سلطنتی بود.
برن در سال ۱۸۵۵ در سن ۱۸ سالگی به هنگ بیستم پیاده نظام (دوونشایر شرقی) اعزام شد. او در جنگ کریمه (۱۸۵۴-۱۸۵۶) خدمت کرد و در ۱۵ عملیات در طول سرکوب شورش هند (۱۸۵۷-۱۸۵۹)، از جمله محاصره و تصرف لکهنو، شرکت داشت.
در سال ۱۸۶۱، او منشی نظامی سر هیو رز (بعدها لرد استراتنایرن)، فرمانده کل قوا در هند، شد و از سال ۱۸۶۸ تا ۱۸۷۲ منشی خصوصی ارل مایو، نایب‌السلطنه هند، بود. از سال ۱۸۷۶ تا ۱۸۷۷، او منشی خصوصی نایب‌السلطنه دیگر هند، لرد لیتون، بود. برن از سال ۱۸۸۷ تا ۱۸۹۷ عضو شورای هند بود. او در سال ۱۸۸۹ به درجه سرلشکری ارتقا یافت و در سال ۱۸۹۶ به عنوان فرمانده بزرگ شوالیه نشان امپراتوری هند منصوب شد.
برن پس از یک بیماری طولانی در خانه‌اش در خیابان ساترلند، مایدا ویل، در ۳ فوریه ۱۹۰۹ درگذشت. او با افتخارات نظامی در کلیسای کریستچرچ، همپشایر به خاک سپرده شد.